# Norme sull'utilizzo del litorale marittimo per finalità turistiche e ricreative

Logo dell'annuale campagna "Mare sicuro".

Logo del Numero blu per le emergenze in mare e sulle spiagge.

In Italia, le norme sull'utilizzo del litorale marittimo per finalità turistiche e ricreative sono un provvedimento amministrativo emanato dalla locale giunta regionale o giunta del Comune competente per territorio ed atto a disciplinare gli aspetti relativi alla sicurezza dei bagnanti e degli utenti in genere su quella parte di territorio demaniale, data in concessione agli stabilimenti balneari et simili.
A differenza dell'ordinanza di sicurezza balneare, che disciplina tutte le attività che gli utenti possono e non svolgere sulla battigia e in mare come ad esempio la balneazione o l'utilizzo di natanti a motore quali le moto d'acqua, e senza, come canoe, iole, kayak, kitesurf, pattìni, pedalò e tavole a vela, le norme sull'utilizzo del demanio marittimo per finalità turistiche e ricreative stabiliscono le regole di comportamento degli utenti e di utilizzo per quanto riguarda i gestori, di quella parte di litorale data in concessione dal demanio agli stabilimenti balneari fino a 5 m dalla battigia.

## Operazione"Mare sicuro"
È il nome dell'annuale campagna lanciata dal Comando generale del Corpo delle capitanerie di porto - Guardia Costiera per la prevenzione degli incidenti e la salvaguardia della vita umana in mare.